# Município de McLean (condado de Shelby, Ohio)
O município de McLean (em inglês: McLean Township) é um município localizado no condado de Shelby no estado estadounidense de Ohio. No ano de 2010 tinha uma população de 3.245 habitantes e uma densidade populacional de 37,44 pessoas por km².

## Geografia
O município de McLean encontra-se localizado nas coordenadas 40° 21′ 58″ N, 84° 21′ 02″ O. Segundo a Departamento do Censo dos Estados Unidos, o município tem uma superfície total de 86.67 km², da qual 83,44 km² correspondem a terra firme e (3,73 %) 3,23 km² é água.

## Demografia
Segundo o censo de 2010, tinha 3.245 habitantes residindo no município de McLean. A densidade populacional era de 37,44 hab./km². Dos 3.245 habitantes, o município de McLean estava composto pelo 99,51 % brancos, o 0,06 % eram afroamericanos, o 0,03 % eram amerindios, o 0,09 % eram asiáticos, o 0,03 % eram de outras raças e o 0,28 % eram de uma mistura de raças. Do total da população o 0,43 % eram hispanos ou latinos de qualquer raça.